# Lauschied
Lauschied ist eine Ortsgemeinde im Landkreis Bad Kreuznach in Rheinland-Pfalz. Sie gehört der Verbandsgemeinde Nahe-Glan an.

## Geographie
Lauschied liegt auf einer Anhöhe im Glan-Nahe-Dreieck. Im Norden befindet sich Meddersheim, im Osten Abtweiler, im Süden Desloch und westlich liegt Bärweiler.

## Geschichte
Um 1200 wurde der Ort als Lubescheid erstmals urkundlich erwähnt.
1797 und 1798 hielt sich Johannes Bückler, genannt Schinderhannes, Deutschlands berühmtester Räuber, in Lauschied auf. Der Schuster Johannes Leyendecker aus Lauschied gilt als geistiger Anstifter vieler Verbrechen des Schinderhannes. Leyendecker dürfte einer der wenigen Kameraden des Schinderhannes gewesen sein, die diesem geistig ebenbürtig oder sogar überlegen waren. 1816 bis 1866 gehörte Lauschied zum Oberamt Meisenheim der Landgrafschaft Hessen-Homburg und kam mit diesem 1866 zu Preußen.
Als Folge des Ersten Weltkriegs war die gesamte Region dem französischen Abschnitt der Alliierten Rheinlandbesetzung zugeordnet. Nach dem Zweiten Weltkrieg wurde Lauschied innerhalb der französischen Besatzungszone Teil des damals neu gebildeten Landes Rheinland-Pfalz.
Statistik zur Einwohnerentwicklung
Die Entwicklung der Einwohnerzahl von Lauschied, die Werte von 1871 bis 1987 beruhen auf Volkszählungen:
| Jahr | Einwohner |
| ---- | --------- |
| 1815 | 366       |
| 1835 | k. A.     |
| 1871 | 539       |
| 1905 | 578       |
| 1939 | 634       |

| Jahr | Einwohner |
| ---- | --------- |
| 1950 | 632       |
| 1961 | 677       |
| 1970 | 747       |
| 1987 | 680       |
| 2005 | 615       |

| Jahr | Einwohner |
| ---- | --------- |
| 2011 | 564       |
| 2017 | 543       |
| 2022 | 545       |
| 2023 | 543       |

## Politik

### Gemeinderat
Der Gemeinderat in Lauschied besteht aus zwölf Ratsmitgliedern, die bei der Kommunalwahl am 9. Juni 2024 in einer Mehrheitswahl gewählt wurden, und dem ehrenamtlichen Ortsbürgermeister als Vorsitzendem.

### Bürgermeister
Ortsbürgermeister ist seit 2019 wieder Willi Marx, der dieses Amt bereits in der Wahlperiode 2009 bis 2014 innehatte. Da bei der Direktwahl am 26. Mai 2019 kein Kandidat angetreten war, wurde er gemäß rheinland-pfälzischer Gemeindeordnung vom Gemeinderat gewählt und damit Nachfolger von Friedrich Mattern. Bei der Direktwahl am 9. Juni 2024 wurde erneut kein Wahlvorschlag eingereicht. Daher erfolgte die Neuwahl wieder durch den Rat, der auf seiner konstituierenden Sitzung am 15. Juli 2024 den bisherigen Ortsbürgermeister Willi Marx für weitere fünf Jahre in seinem Amt bestätigte.

### Wappen
| Wappen von Lauschied | Blasonierung: „Schild geteilt und unten gespalten. Oben in Silber ein wachsender, schwarzer rotbewehrter Adler, unten vorn in Blau ein durchgehendes goldenes Kreuz, hinten blau-gold geschacht.“    |
| Wappen von Lauschied | Wappenbegründung: Das Kreuz ist ein Attribut des heiligen Georg, der Patron der Kirche war. Das Schachbrettmuster entstammt den Herren von Koppenstein und der Adler verweist auf Wolf von Sponheim. |

## Kultur und Sehenswürdigkeiten
In der Denkmalliste des Landes Rheinland-Pfalz (Stand: 2025) sind als Kulturdenkmäler ausgewiesen:
- Evangelische Kirche, ein barocker Saalbau aus 1731
- Katholische Kirche St. Georg, ein romanisierender Saalbau aus 1875
- Katholisches Pfarrhaus, bezeichnet 1904/1905
- Wohnhaus aus dem 17. oder frühen 18. Jahrhundert
- Hofanlage, bezeichnet 1881
- zwei Spolien

## Wirtschaft und Infrastruktur
Lauschied liegt im Rhein-Nahe-Nahverkehrsverbund. Der nächste Bahnhof ist Staudernheim an der Bahnstrecke Saarbrücken–Mainz, neun Kilometer nordöstlich von Lauschied. Die Buslinie 262 bietet wochentags direkte Verbindungen zum Bahnhof Bad Sobernheim an derselben Strecke.